# Mesopelagische zone

De verschillende subzones binnen de pelagische zone

De mesopelagische zone is een laag van de pelagische zone, tussen de epipelagische of fotische zone en de bathyale of bathypelagische zone. Het is de laag tussen de 200 en 1000 meter diepte. Bovenin de laag valt nog wel wat licht (1%), onderin de laag is het volkomen donker.
De mesopelagische zone beslaat ongeveer 60% van het oppervlak van de Aarde en 20% van het volume van de oceanen. Daardoor is het een groot deel van de totale biosfeer.

## Fysische omstandigheden
Binnen de mesopelagische zone  zijn er regio’s waar er een sterke verandering is van de temperatuur, de zoutgraad en de dichtheid. Dit zijn de thermocline, de halocline, en de pycnocline. Deze verschillen maken dat er een gelaagdheid in de oceanen bestaat, de lagen mengen maar weinig en spelen zo een belangrijke rol in het verspreiden van voedingsstoffen en opgeloste gassen.

## Biochemie

### Koolstof
De mesopelagische zone spelt een rol in de biologisch pomp functie van de oceaan, die bijdraagt aan de koolstofcyclus van de oceaan. De biologische pomp produceert organische koolstofverbindingen aan het wateroppervlak, in de fotische zone, waar er licht is voor fotosynthese. Een klein deel van deze koolstofproductie zinkt naar beneden. De dagelijkse migratieprocessen van vele soorten (tussen fotische zone en mesopelagische zone) zorgen ook voor een actief transport van deeltjes met organisch gebonden koolstof naar de diepte.

### Zuurstof
Aerobe processen hebben zuurstof nodig. Het oppervlak van de oceaan is dan wel relatief zuurstofrijk (gasuitwisseling, fotosynthese), maar de mesopelagische zone staat daar niet direct mee in contact. De gelaagdheid van de waterkolom beperkt de doorgifte van zuurstof. Zinkend organisch materiaal verbruikt vervolgens ook nog een deel van de zuurstof. Resultaat is een zone met minimale zuurstof (OMZ, Oxygen Minimum Zone). 
Met name in de oostelijke tropische Stille Oceaan en de tropische Indische Oceaan is door de sterke laagscheiding en door de relatief grote hoeveelheid koolstof, de hoeveelheid zuurstof in het water extreem laag.  In deze anoxische gebieden kan wel chemosynthese plaats vinden waarbij CO2 en gereduceerde verbindingen zoals sulfide of ammoniak worden opgenomen om organische koolstof te vormen. Dit draagt weer bij aan het organische koolstofreservoir in de mesopelagische zone.

## Biologie
Er leeft een hele diverse groep van dieren als zwaardvissen, draakvissen, inktvissen, zeewolven, sommige zeekatten. Een veelvoud van de organismen die er leeft heeft zich aangepast aan de afwezigheid van licht.
Hoewel er wel wat licht in de mesopelagische zone doordringt, is het onvoldoende voor fotosynthese. De biologische gemeenschap in deze zone is aangepast aan dat gebrek aan licht. Het is een efficiënt ecosysteem, gericht op het hergebruiken van organisch materiaal uit de bovenliggende fotische zone.
De algemene types van levensvormen in deze zone zijn de (dagelijks bezoekende) herbivoren, de detrivoren die zich voeden met dode resten en de carnivoren die met name de op de detrivoren leven. De hoeveelheid vis moet in de mesopelagische zone moet enorm zijn, geschat wordt dat daar 95% van de vis rondzwemt.
Veel van de organismes in de mesopelagische zone bewegen ’s nachts omhoog naar de epipelagische zone, om zich gedurende de dag weer in de mesopelagische zone terug te trekken: de dagelijkse verticale migratie. Belangrijkste drijfveer is het vermijden van de roofvissen die hun zicht gebruiken om hun prooien te vinden. 
De hoeveelheid leven op dit diepe niveau is enorm. In de Tweede Wereldoorlog werd voor het eerst sonar uitgebreid toegepast. Toen viel op dat de bodem van de zee leek te veranderen tussen 300 en 500 meter diepte, waarbij het overdag dieper leek dan ’s nachts. Later werd duidelijk dat dit te maken heeft me het weerkaatsen van het sonar signaal op de (lucht in de) zwemblazen van vissen. De zwemblazen helpen de vissen hun diepte te reguleren zonder daar heel veel energie aan te spenderen.

### Zoöplankton
De mesopelagische zone herbergt een zeer diverse zoöplanktongemeenschap. Dit zoöplankton omvat eenoogkreeftjes, krill, kwallen, siphonophorae (buiskwallen), mantelvisjes (larvaceans), inktvissen en  pteropoda (zeeslakken). Voedsel is over het algemeen schaars in de mesopelagische zone, dus roofdieren moeten efficiënt acteren om voedsel te kunnen vinden. Zachte (geleiachtige) organismen zijn belangrijk voor de ecologie van de mesopelagische zone en dat het veelvoorkomende roofdieren zijn.
Hoewel eerder werd gedacht dat kwallen passieve roofdieren waren die gewoon door de waterkolom dreven, zouden ze actievere roofdieren kunnen zijn. Uit een onderzoek bleek dat de helmkwal (Periphylla periphylla) sociaal gedrag vertoont en elkaar op diepte kan vinden en groepen kan vormen. Dit gedrag werd eerder gezien als voortplantingsstrategie, maar wetenschappers vermoeden dat dit (ook) een manier kan zijn waarop de kwallen  samen jagen.

### Vissen
De mesopelagische zone bevat een enorme hoeveelheid biomassa. De hoeveelheid vis wordt in 1980 geschat op een miljard ton.

Mesopelagische vissen komen vooral veel voor langs het continentale plat in de Atlantische, Indische en Grote Oceaan. Lagere hoeveelheden zijn er midden op de oceanen en in het Arctische en Antarctische gebied.
De soorten laten verschillende aanpassingen zien die verbonden zijn met hun leefomgeving: gevoelige ogen, donkere bovenkant, zilverkleurige zijden en op hun buik orgaantjes die licht uitzenden in hetzelfde spectrum als het omgevingslicht. Met name de Lantaarnvissen (Myctophidae) hebben deze orgaantjes. Daarnaast hebben de meeste lager levende vissen een traag metabolisme. Vissen die verticaal migreren hebben beter ontwikkelde skeletten en spieren om dit mogelijk te maken en hebben meestal ook een zwemblaas. 

## Vervuiling

#### Afval in zee

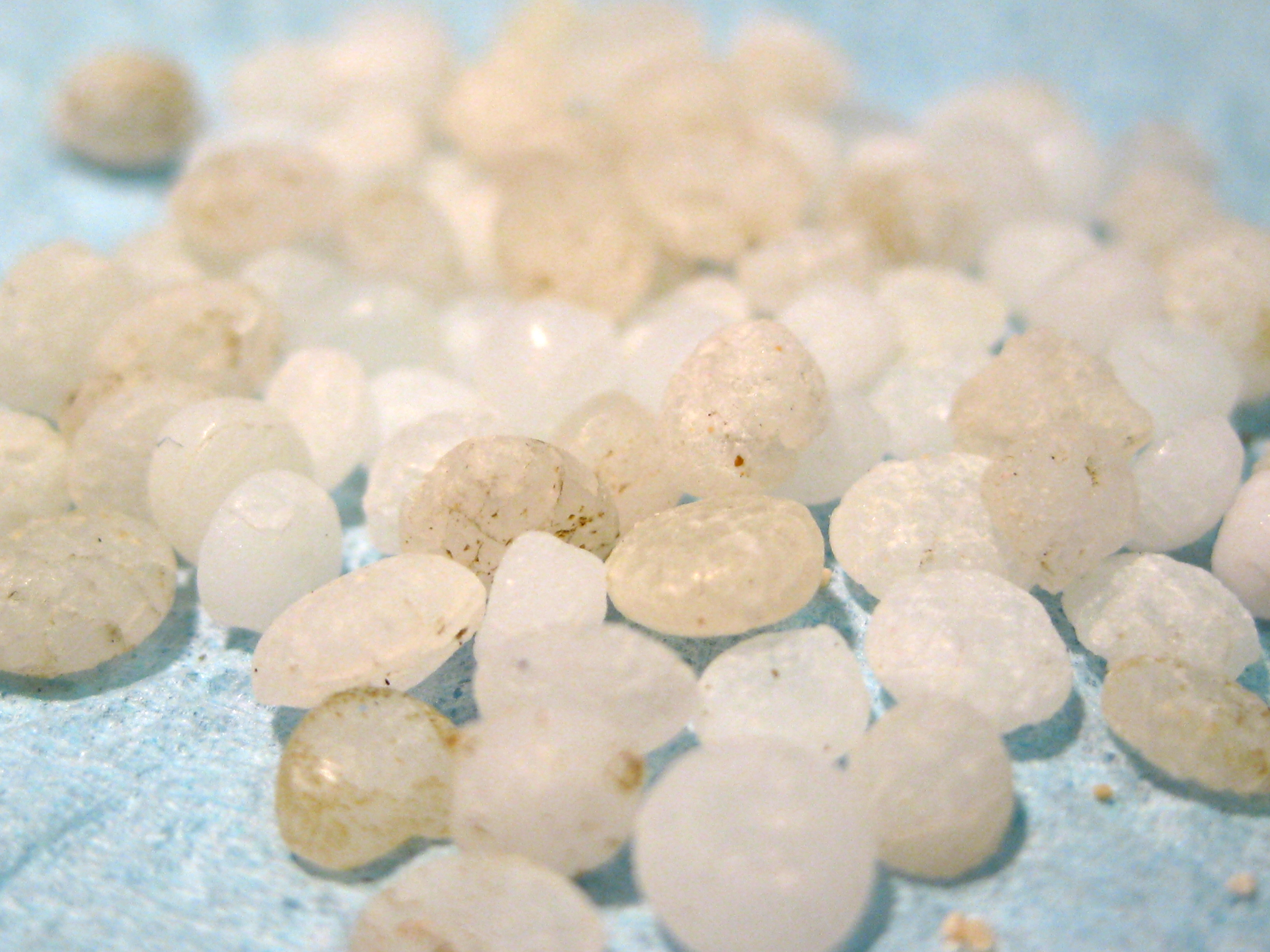
Veel voorkomende vervuiing van de zee: plastic pellets

Plastic afval in zee wordt in alle oceanen gevonden en heeft overal impact, en wel op heel uiteenlopende manieren. 
Een van de ernstigste problemen wordt gevormd door de microplastics. De impact van microplastics is met name groot omdat ze door vissen gegeten worden en zo in de voedselketen terecht komen. Veel mesopelagische vissoorten migreren dagelijks naar hogere lagen om te zoeken naar hun voedsel: kleinere vissoorten, zooplankton en phytoplankton die vermengd raken met de microplastics in hogere waterlagen.
Daarenboven is ook in de verteringsorganen van het zooplankton microplastics gevonden, dus ook daar komt deze vervuiling de voedselketen in.